# Télex

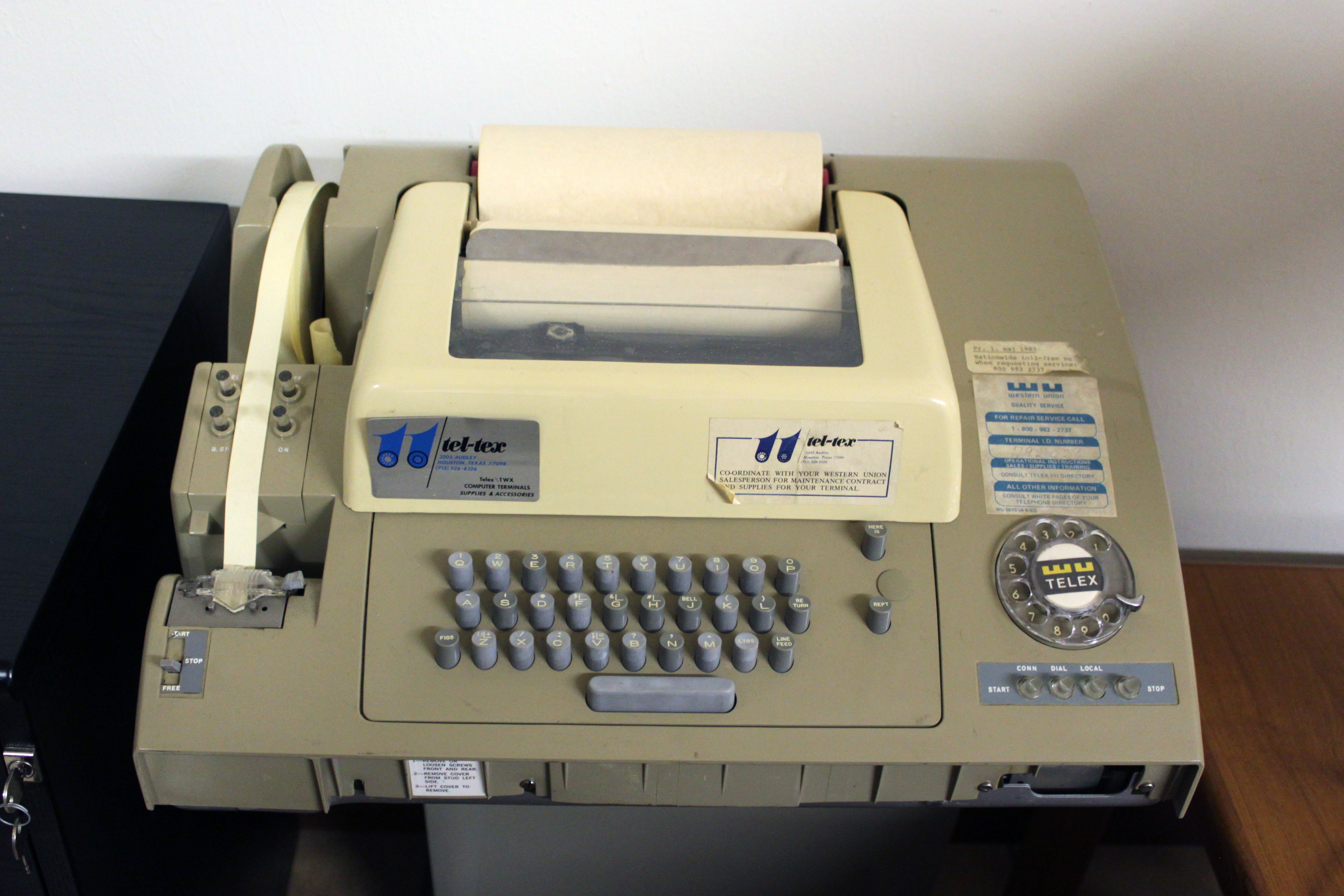
Un Teletype Model 32 utilitzat per al servei de Télex

La xarxa télex és una xarxa de teletips commutada de client a client similar a una xarxa telefònica, que utilitza circuits de connexió de grau telègraf per a missatges de text bidireccionals. El télex va ser un mètode important per enviar missatges escrits electrònicament entre empreses durant el període posterior a la Segona Guerra Mundial. El seu ús va disminuir a mesura que la màquina de fax va créixer en popularitat durant la dècada de 1980.

## Xarxa de teletips

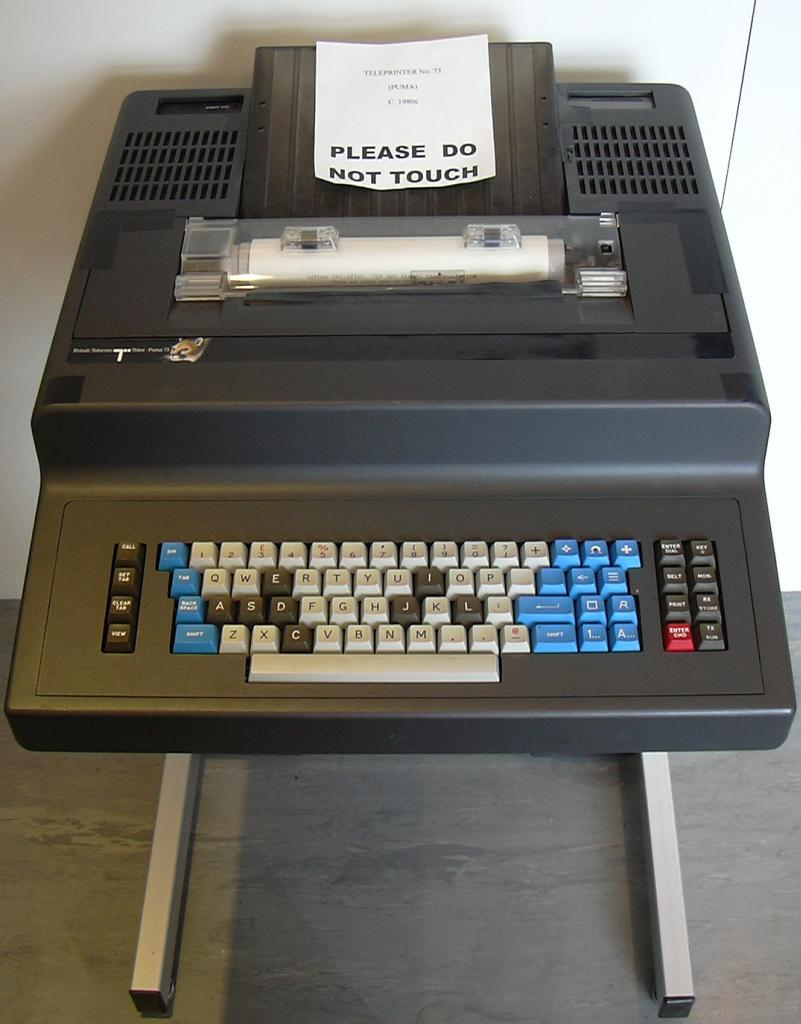
Una màquina de télex "Puma" de British Telecom de model tardà dels anys vuitanta

El terme "tèlex" es refereix a la xarxa, i de vegades les teleimpressores (com a "màquines télex"), encara que els sistemes de teleimpressores punt a punt havien estat en ús molt abans que es construïssin els intercanvis de télex als anys trenta. Les teleimpressores van evolucionar a partir dels sistemes telègrafs i, com el telègraf, utilitza senyals binaris, amb símbols representats per la presència o absència d'un cert nivell de corrent elèctric. Això difereix del sistema telefònic analògic, que utilitzava tensió variable per representar el so. Per aquest motiu, les centrals de télex estaven totalment separades del sistema telefònic, amb els seus propis estàndards de senyalització, centrals i sistema de "números de télex" (la contrapartida dels números de telèfon).
El télex va proporcionar el primer mitjà comú per a les comunicacions de registre internacionals utilitzant tècniques de senyalització estàndard i criteris d'operació tal com especifica la Unió Internacional de Telecomunicacions. Els clients de qualsevol central télex podrien lliurar missatges a qualsevol altre, arreu del món. Per reduir l'ús de la línia de connexió, els missatges de télex es van codificar en cinta de paper i després es van llegir a la línia el més ràpidament possible. El sistema normalment lliurava informació a 50 bauds o aproximadament 66 paraules per minut, codificada mitjançant l'alfabet telègraf internacional número 2. En els darrers dies de les xarxes de télex tradicionals, l'equip d'usuari final sovint va ser substituït per mòdems i línies telefòniques, reduint la xarxa de télex al que efectivament era un servei de directori que funcionava a la xarxa telefònica.

## Història

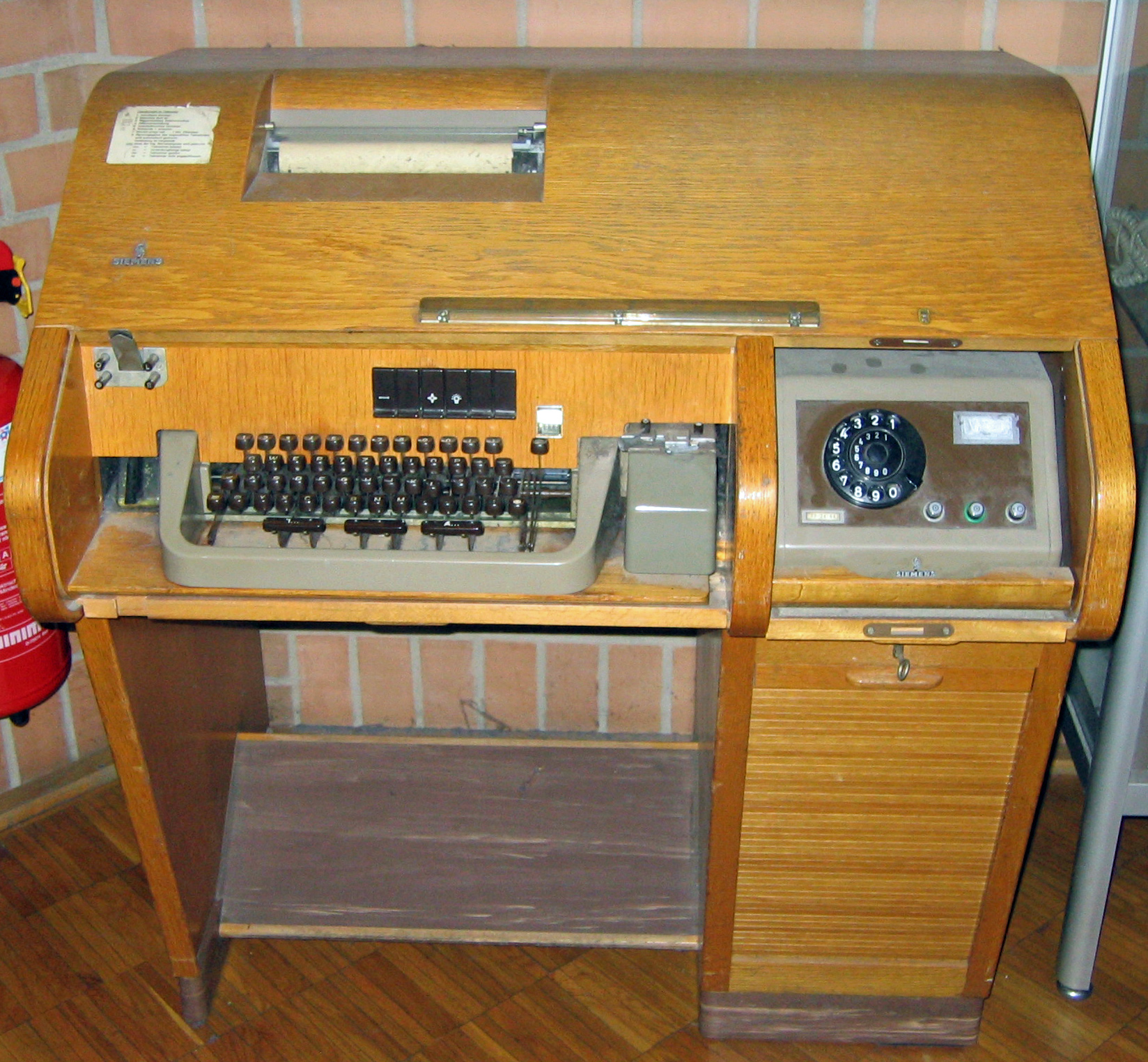
Màquina télex Siemens T100 envoltada per una caixa de reducció de soroll.

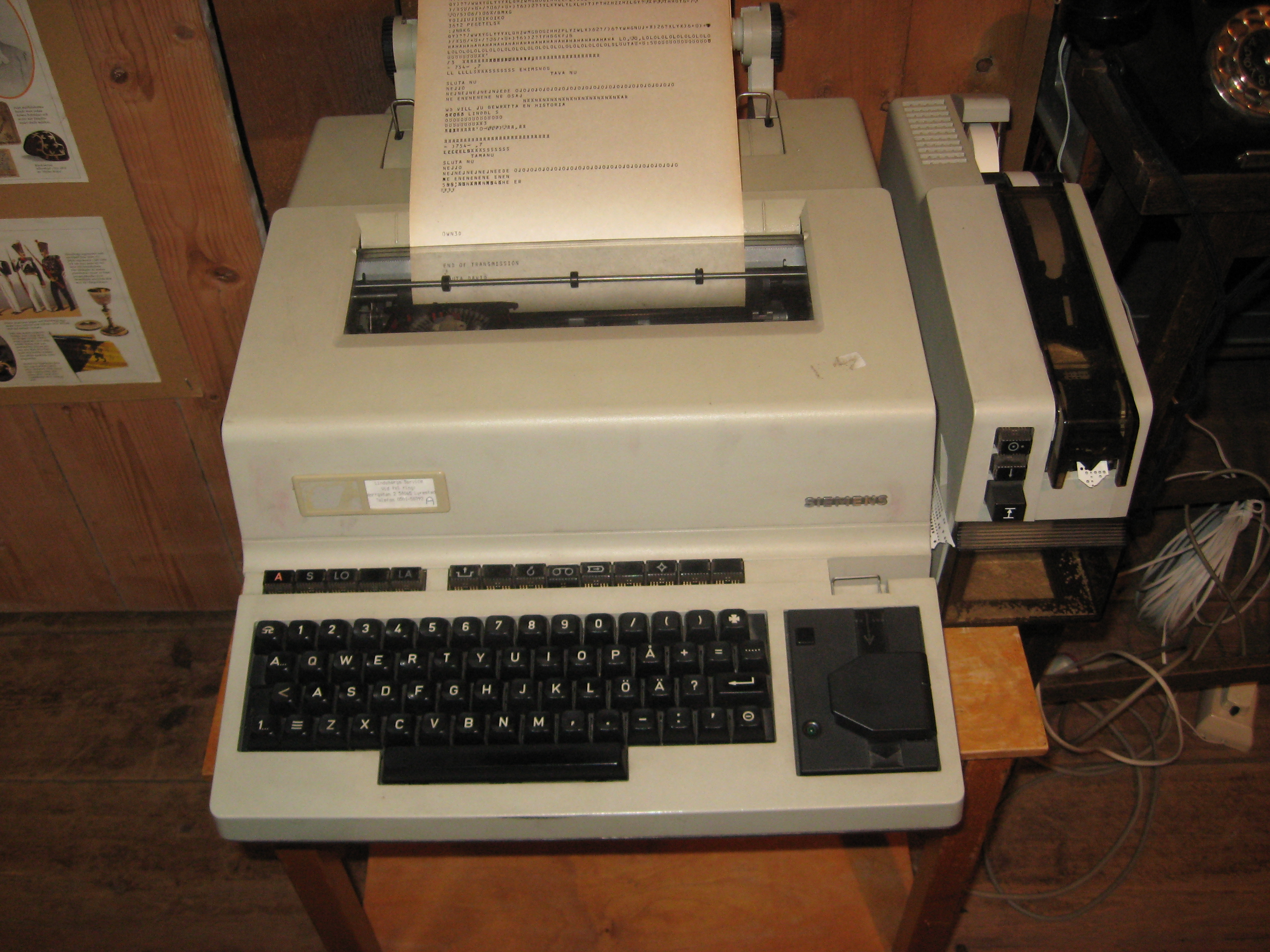
Un télex de Siemens més recent.

Telex va començar a Alemanya com un programa d'investigació i desenvolupament el 1926 que es va convertir en un servei de teletips operatiu el 1933. El servei, operat pel Reichspost (Servei postal del Reich tenia una velocitat de 50 baudis, aproximadament 66 paraules per minut.
El servei de télex es va estendre per Europa i (sobretot després de 1945) per tot el món. El 1978, Alemanya Occidental, inclòs Berlín Occidental, tenia 123.298 connexions de télex. Molt abans que la telefonia automàtica estigués disponible, la majoria de països, fins i tot a Àfrica central i Àsia, tenien almenys uns quants enllaços de télex d'alta freqüència (ona curta). Sovint, els serveis postals i telegràfics governamentals (PTT) van iniciar aquests enllaços de ràdio. L'estàndard de ràdio més comú, CCITT R.44, tenia una multiplexació per divisió de temps de retransmissió corregida per errors de canals de ràdio. La majoria dels PTT empobrits operaven els seus canals de télex a la ràdio (TOR) sense parar, per obtenir-ne el màxim valor.
El cost dels equips TOR ha continuat baixant. Tot i que inicialment el sistema requeria equipament especialitzat, a A 2016 molts operadors de ràdio aficionats operen TOR (també conegut com RTTY) amb programari especial i maquinari econòmic per connectar targetes de so d'ordinadors a ràdios d'ona curta.
Els cablegrames o telegrames moderns funcionen realment a través de xarxes de télex dedicades, utilitzant TOR sempre que sigui necessari.
El télex va ser el precursor dels moderns fax, correu electrònic i missatgeria de text, tant tècnicament com estilísticament. L'anglès abreujat (com "CU L8R" per "ens veiem més tard") tal com s'utilitza als missatges de text es va originar amb operadors de télex que intercanviaven missatges informals en temps real : es van convertir en els primers "texters" molt abans de la introducció dels telèfons mòbils. Els usuaris de Telex podrien enviar el mateix missatge a diversos llocs del món alhora, com ara el correu electrònic actual, mitjançant l'ordinador Western Union InfoMaster. Això implicava transmetre el missatge mitjançant cinta de paper a l'ordinador InfoMaster (codi de marcatge 6111) i especificar les adreces de destinació del text únic. D'aquesta manera, es podria enviar un únic missatge a diverses màquines de télex i TWX distants, així com lliurar el mateix missatge a subscriptors que no siguin télex i no TWX mitjançant Western Union Mailgram .

## Funcionament i aplicacions
Els missatges de télex s'envien adreçant-los a una adreça de télex, per exemple, "14910 ERIC S", on 14910 és el número d'abonat, ERIC és una abreviatura del nom de l'abonat (en aquest cas Telefonaktiebolaget LM Ericsson a Suècia) i S és el país. codi o codi d'ubicació. També existeixen solucions per a l'encaminament automàtic de missatges a diferents terminals télex dins d'una organització d'abonats, utilitzant diferents identitats de terminal, per exemple, "+T148". Els codis de país (formalment, codis d'identificació de xarxa) dels primers països que van adoptar Telex són lletres simples, mentre que altres països tenen codis de dues lletres. Alguns serveis especialitzats i ciutats americanes tenen codis de xarxa o d'ubicació de tres lletres (com ara MAS per a Inmarsat o LSA per a Los Angeles), i algunes ciutats tenen codis de quatre lletres (com ara ROVE per a Rockville, Maryland).
Un dels principals avantatges del télex és que la recepció del missatge per part del destinatari podria ser confirmada amb un alt grau de certesa per la " resposta ". Al principi del missatge, l'emissor transmetria un codi WRU (Who Are youU) i la màquina receptora iniciaria automàticament una resposta que normalment es codificava en un tambor giratori amb clavilles, com una caixa de música. La posició de les clavilles enviava un codi d'identificació inequívoc al remitent, de manera que el remitent podia verificar la connexió amb el destinatari correcte. El codi WRU també s'enviaria al final del missatge, de manera que una resposta correcta confirmaria que la connexió s'havia mantingut ininterrompuda durant la transmissió del missatge. Això va donar al télex un avantatge important sobre el fax del grup 2, que no tenia cap capacitat inherent de verificació d'errors.
El mètode habitual de funcionament era que el missatge es preparava fora de línia, utilitzant cinta de paper. Totes les màquines de télex habituals incorporaven un punxador i un lector de cinta de paper de cinc forats. Un cop preparada la cinta de paper, el missatge es va poder transmetre en un temps mínim. La facturació de télex sempre es va fer segons la durada de la connexió, de manera que minimitzant el temps connectat va estalviar diners. Tanmateix, també era possible connectar-se en "temps real", on l'emissor i el destinatari podien escriure amb el teclat i aquests caràcters s'imprimirien immediatament a la màquina distant.
El télex també es podria utilitzar com a portador d'informació rudimentari però funcional d'un sistema informàtic a un altre, de fet un precursor primitiu de l'intercanvi electrònic de dades. El sistema informàtic d'enviament crearia una sortida (p. ex., una llista d'inventari) en cinta de paper utilitzant un format acordat entre ells. La cinta s'enviaria per télex i s'hauria de recollir en una cinta de paper corresponent pel receptor i aquesta cinta es podria llegir al sistema informàtic receptor.
Un ús dels circuits de télex, en ús fins a l'adopció a gran escala de X.400 i el correu electrònic d'Internet, va ser facilitar un sistema de gestió de missatges, que permetia als sistemes de correu electrònic locals intercanviar missatges amb altres sistemes de correu electrònic i télex mitjançant una operació d'encaminament central, o un commutador. Un dels interruptors d'aquest tipus més grans va ser operat per Royal Dutch Shell tan recentment com l'any 1994, permetent l'intercanvi de missatges entre diversos sistemes IBM Officevision, Digital Equipment Corporation ALL-IN-1 i Microsoft Mail. A més de permetre que el correu electrònic s'enviés a télex, les convencions formals de codificació adoptades en la composició dels missatges de télex van permetre l'encaminament automàtic dels télex als destinataris del correu electrònic.

## Estats Units

### Servei d'intercanvi de teletips
El Teletypewriter Exchange Service (TWX) va ser desenvolupat per AT&amp;T Corporation als Estats Units. Originalment es transmetia a 45,45 baudis o aproximadament 60 paraules per minut, utilitzant codi Baudot de cinc bits. AT&T va començar TWX el 21 de novembre de 1931. AT&T posteriorment va desenvolupar una segona generació de TWX anomenada "quatre files" que utilitzava els 110 baudis, utilitzant codi ASCII de vuit bits. TWX es va oferir tant en versions ASCII "3-files" Baudot com "4-files" fins a finals de la dècada de 1970.
TWX va utilitzar la xarxa telefònica pública commutada. A més de tenir codis d'àrea separats (510, 610, 710, 810 i 910) per al servei TWX, les línies TWX també es van configurar amb una classe de servei especial per evitar connexions de POTS a TWX i viceversa.
La conversió de codi/velocitat entre el servei ASCII TWX "3-files" Baudot i "4-files" es va aconseguir mitjançant una placa especial de Bell "10A/B" mitjançant un operador en directe. Un client de TWX faria una trucada a l'operador de la placa 10A/B per a trucades Baudot - ASCII, ASCII - Baudot i també trucades de conferència TWX. La conversió de codi / velocitat la va fer una unitat Western Electric que proporcionava aquesta capacitat. Hi havia diverses unitats de conversió de codi/velocitat a cada lloc de l'operador.
AT&T va publicar la revista comercial TWX, relacionada amb el Servei d'intercanvi de Teletypewriter, de 1944 a 1952. Va publicar articles que van tocar molts aspectes de la tecnologia.
Western Union va comprar el sistema TWX d'AT&T el gener de 1969. El sistema TWX i els codis d'àrea especials dels EUA (510, 710, 810 i 910) van continuar fins al 1981, quan Western Union va completar la conversió al sistema Western Union Telex II. Tots els clients Baudot de "3 files" restants es van convertir al servei de Western Union Telex durant el període 1979-1981. Bell Canada va conservar el codi d'àrea 610 fins al 1992; els seus números restants es van traslladar al codi d'àrea no geogràfic 600 .

### Western Union
El 1958, Western Union va començar a construir una xarxa de télex als Estats Units. Aquesta xarxa de télex va començar com una central de satèl·lit situada a la ciutat de Nova York i es va expandir a una xarxa nacional. Western Union va triar Siemens & Halske AG, ara Siemens AG, i ITT per subministrar l'equip d'intercanvi, subministrar els troncs d'intercanvi mitjançant el sistema nacional de microones de Western Union i llogar la central a les instal·lacions del client de la companyia telefònica local.. L'equip de teleimpressora va ser proporcionat originalment per Siemens & Halske AG i més tard per Teletype Corporation. El servei télex internacional directe inicial va ser ofert per Western Union, a través de WU International, l'estiu de 1960 amb un servei limitat a Londres i París. El 1962, els principals intercanvis es van localitzar a la ciutat de Nova York (1), Chicago (2), San Francisco (3), Kansas City (4) i Atlanta (5). La xarxa de télex es va expandir afegint les ciutats d'intercanvi de pares finals de Los Angeles (6), Dallas (7), Filadèlfia (8) i Boston (9), a partir del 1966.
Western Union va oferir connexions des de Telex al sistema AT&T Teletypewriter eXchange (TWX) el maig de 1966 a través del seu New York Information Services Computer Center. Aquestes connexions es limitaven a aquelles màquines TWX que estaven equipades amb una capacitat de resposta automàtica segons l'estàndard CCITT.

### International record carrier
"International Record Carrier" (IRC) va ser un terme creat per la Comissió Federal de Comunicacions (FCC) als Estats Units. L'acord de consentiment original de Bell el limitava a la telefonia de marcatge internacional, i la Western Union Telegraph Company havia renunciat a la seva operació telegràfica internacional en un intent el 1939 per monopolitzar la telegrafia nord-americana fent-se càrrec del negoci de serveis postals, telègrafs i telefònics (PTT) d'ITT. El resultat va ser una disminució de l'èmfasi en el télex als EUA i la creació de diverses companyies internacionals de telex i telegrafia, anomenades col·lectivament IRC
Els usuaris de Bell Telex havien de seleccionar quin IRC utilitzar i després afegir els dígits d'encaminament necessaris. Els IRC es van convertir entre els estàndards TWX i Western Union Telegraph Co.

## Declivi
Télex encara està en funcionament, però no en el sentit descrit a la documentació del Llibre Blau del CCITT. iTelegram ofereix un servei semblant al télex sense línies de télex d'abonat. Els subscriptors individuals poden utilitzar Deskmail, un programa de Windows que es connecta a la xarxa de télex iTelegram, utilitzant la IP com a última milla. El télex ha estat substituït principalment per fax, correu electrònic i SWIFT, tot i que el radiotèlex (tèlex a través de ràdio HF) encara s'utilitza a la indústria marítima i és un element obligatori del Sistema Global de Socors i Seguretat Marítima .